# 带叶苔目
带叶苔目（学名：Pallaviciniales）是叶苔纲下的一个目。

## 下属分类
本目包括以下科：
- Hymenophytaceae
- Moerckiaceae
- 带叶苔科 Pallaviciniaceae
- 对瓣台科 Phyllothalliaceae
- Pseudomoerckiaceae
- Sandeothallaceae